# Magellanska spiralna galaksija
Magellanska spiralna galaksija jest vrsta spiralne galaksije. Takve galaksije najčešće su patuljaste. Prototip ove vrste galaksije jest Veliki Magellanov oblak, koji se nalazi u zviježđima Tukan i Zlatna riba. Nekada je bio svrstavan u nepravilne galaksije, ali je zbog prečke određeno da je spiralna prečkasta galaksija i ova vrsta je po tomu dobila ime. Mogu se shvatiti kao prijelaz između patuljastih spiralnih galaksija i nepravilnih galaksija.
Danas je poznato mnogo magellanskih spiralnih galaksija, a neke od njih su nam vrlo blizu. Jedna od bližih nam je NGC 3109, koja je na krajnjem rubu Mjesne skupine, a udaljena je 4,34 milijuna svjetlosnih godina. Još jedna bliska nam je i NGC 55, na udaljenosti od 6,5 milijuna svjetlonsih godina.

## Klasifikacija
Magellanske spiralne galaksije klasificiraju se kao:
SAm - magellanske spiralne galaksije bez prečke
SBm - magellanske spiralne galaksije s prečkom
SABm - prijelazne Magellanske spiralne galaksije
dSm - patuljaste spiralne ili nepravilne galaksije, koje mogu biti i neprečkaste (dSAm), prečkaste (dSBm), i prijelazne (dSABm)
Ovo su sve klasifikacije galaksija koje se svrstavaju kao Magellanske spiralne.

## Popis
- NGC 55, galaksija na slici desno
- NGC 3109
- NGC 5204
- NGC 4236-1
- NGC 5474